# Reduplikacja
Reduplikacja (łac. reduplicatio „podwojenie”) – powtórzenie całego wyrazu bądź jego części. W językach pełni funkcję fleksyjną bądź słowotwórczą, jest również środkiem stylistycznym.

## Typy reduplikacji
- zupełna, wymagająca powtórzenia całego rdzenia, np. barbarzyńca[1];
- prefiksalna, gdzie podwojeniu ulega początkowa część rdzenia, np. (łac.) didici;
- sufiksalna, gdzie przyrostkowo powtarza się część rdzenia[3].